# 静冈国际歌剧比赛
静冈国际歌剧比赛（Mt. Fuji International Opera Competition of Shizuoka）是在日本静冈县滨松市举办的歌剧比赛。

## 概要
该比赛是静冈县政府1996年为纪念祖籍为该县的日本著名声乐家三浦环逝世50周年而创立的，之后每三年一届定期举行。第三届比赛结束后，于2003年加盟总部设在日内瓦的国际音乐比赛世界联盟，成为亚洲唯一加盟该组织的声乐比赛。

## 沿革
- 1996年：第一届
- 1999年：第二届
- 2002年：第三届
- 2005年：第四届
- 2008年：第五届
- 2011年：第六届
- 2014年：第七届
- 2017年：第八届
- 2020年：第九届:因新冠疫情（COVID-19)延期
- 2023年：第九届

## 历届主要获奖者
第一届：
- 一等奖:空缺
- 二等奖:大岩千穗／OIWA Chiho（日本，女高音）、戴玉强／DAI Yu Qiang（中国，男高音）
- 三等奖:空缺

第二届：
- 一等奖:空缺
- 二等奖:Tigran MARTIROSIAN（俄罗斯， 男低音）
- 三等奖:Oana Andra N.ULIERIU（罗马尼亚，女中音）、HAN Myung Won（韩国，男中音）,现改名为Leo An

第三届：
- 一等奖:朴衒珠／PARK Hyun Ju（韩国，女高音）
- 二等奖:李晓良／LI Xiaoliang（中国，男低音）、维维安尼／Gabriele VIVIANI（意大利，男中音）
- 三等奖:姜巠亥／KANG Keung Hea（韩国，女高音）

第四届：
- 一等奖:Vasily V. LADYUK（俄罗斯，男中音）
- 二等奖:塔诺维茨基／Alexei TANOVITSKI（白俄罗斯，男低音）
- 三等奖:Ekaterina SHCHERBACHENKO（俄罗斯，女高音）、

第五届：
- 一等奖:光冈晓惠／MITSUOKA Akie（日本，女高音）
- 二等奖:LEE Hye Jung（韩国，女高音）
- 三等奖:KIM Nam-young（韩国，女高音）

第六届：
- 一等奖:空缺
- 二等奖:吉田珠代／YOSHIDA Tamayo（日本，女高音）
- 三等奖LIM Chang Han（韩国，男中音）、高桥绘理／TAKAHASHI Eri（日本，女高音）

第七届：
- 一等奖:鴫原奈美／SHIGIHARA Nami（日本，女高音）
- 二等奖:YOON Kihun（韩国，男中音）
- 三等奖:Anastassiya KOZHUKHAROVA（哈萨克，女高音）

第八届：
- 一等奖:MOON Sehoon（韩国，男高音）
- 二等奖:李鳌／LI Ao（中国，低男中音）
- 三等奖:KO ByungJun（韩国，男中音）

第九届：
- 一等奖:PARK Samueol（韩国，男中音）
- 二等奖:PARK Jihoon（韩国，男高音）
- 三等奖:KIM Jungrae Noah（韩国，男中音）